# Ivo Rossen
Ivo Rossen (Nijmegen, 14 maart 1982) is een Nederlands voormalige voetballer die doorgaans speelde als centrale verdediger of verdedigende middenvelder. 

## Clubcarrière
Rossen begon zijn loopbaan bij N.E.C., maar brak daar niet door. Bij FC Dordrecht maakte hij zijn debuut en daarna speelde hij voor Go Ahead Eagles, FC Zwolle, FC Den Bosch en FC Eindhoven. In juli 2012 maakte hij de overstap naar het Belgische Sint-Truidense VV. In februari 2014 werd hij door STVV ontslagen na een conflict met de clubleiding. Op 21 juni 2014 werd bekend dat Rossen terugkeerde naar FC Eindhoven.
Aan het einde van het seizoen 2016/17 zette hij een punt achter zijn loopbaan als professioneel voetballer en maakte hij bekend terug te keren als speler en coach bij de club waar hij als jeugdspeler begon: SV Estria (Vierde Klasse amateurs KNVB).

## Profstatistieken
| Seizoen         | Club              | Competitie      | Competitie | Competitie | Beker | Beker | Play-offs | Play-offs | Totaal | Totaal |
| Seizoen         | Club              | Competitie      | Wed.       | Dlp.       | Wed.  | Dlp.  | Wed.      | Dlp.      | Wed.   | Dlp.   |
| --------------- | ----------------- | --------------- | ---------- | ---------- | ----- | ----- | --------- | --------- | ------ | ------ |
| 2002/03         | N.E.C.            | Eredivisie      | 0          | 0          | 0     | 0     | —         | —         | 0      | 0      |
| 2003/04         | FC Dordrecht      | Eerste divisie  | 18         | 1          | 1     | 0     | —         | —         | 19     | 1      |
| 2004/05         | Go Ahead Eagles   | Eerste divisie  | 27         | 1          | 1     | 2     | —         | —         | 28     | 3      |
| 2005/06         | FC Zwolle         | Eerste divisie  | 32         | 0          | 1     | 0     | 3         | 0         | 36     | 0      |
| 2006/07         | FC Zwolle         | Eerste divisie  | 10         | 0          | 1     | 0     | 2         | 0         | 13     | 0      |
| 2007/08         | FC Den Bosch      | Eerste divisie  | 22         | 1          | 2     | 0     | 3         | 0         | 27     | 1      |
| 2008/09         | FC Den Bosch      | Eerste divisie  | 17         | 0          | 1     | 0     | —         | —         | 18     | 0      |
| 2009/10         | FC Eindhoven      | Eerste divisie  | 20         | 1          | 1     | 0     | 4         | 0         | 25     | 1      |
| 2010/11         | FC Eindhoven      | Eerste divisie  | 28         | 1          | 2     | 0     | —         | —         | 30     | 1      |
| 2011/12         | FC Eindhoven      | Eerste divisie  | 32         | 0          | 3     | 0     | 2         | 0         | 37     | 0      |
| 2012/13         | Sint-Truidense VV | Tweede klasse   | 32         | 1          | 6     | 2     | —         | —         | 38     | 3      |
| 2013/14         | Sint-Truidense VV | Tweede klasse   | 16         | 0          | 1     | 0     | 0         | 0         | 17     | 0      |
| 2014/15         | FC Eindhoven      | Eerste divisie  | 3          | 0          | 0     | 0     | 0         | 0         | 3      | 0      |
| 2015/16         | FC Eindhoven      | Eerste divisie  | 14         | 0          | 0     | 0     | 1         | 0         | 15     | 0      |
| 2016/17         | FC Eindhoven      | Eerste divisie  | 12         | 0          | 1     | 0     | —         | —         | 13     | 0      |
| Carrière totaal | Carrière totaal   | Carrière totaal | 283        | 6          | 21    | 4     | 15        | 0         | 319    | 10     |

## Trainerscarrière
In 2019 werd hij trainer van Quick 1888 en daarnaast assistent bij FC Eindhoven. Voorafgaand aan het seizoen 2021/22 werd hij aangesteld als assistent-trainer bij Heracles Almelo. In 2024 vertrok Rossen naar VVV-Venlo waar hij herenigd werd met John Lammers, met wie hij eerder al had samengewerkt bij Heracles.